# Cnicus orygalis
Cnicus orygalis là một loài thực vật có hoa trong họ Cúc. Loài này được Willd. mô tả khoa học đầu tiên.